# Molossus alvarezi
Molossus alvarezi är en fladdermus i familjen veckläppade fladdermöss som förekommer på Yucatánhalvön.

## Utseende
I genomsnitt är individerna med svans 12 cm långa, svanslängden är 4,1 cm och vikten ligger vid 23,2 g. Arten har 4,3 till 4.7 cm långa underarmar, cirka 1,1 cm långa bakfötter och ungefär 1,4 cm stora öron. Pälsens hår på ovansidan är gulbruna till gulgråa, ibland med svarta spetsar. Nära ryggens topp är de svarta hårspetsarna vanligast och synlig som en mörk längsgående strimma. Hos några exemplar är strimman otydlig. På undersidan är håren nära roten blygrå och annars vita vad som ger ett vitaktigt utseende. I överkäken finns per sida en framtand, en hörntand, en premolar och tre molarer. Tandraden i underkäken har ytterligare en premolar per sida, alltså 26 tänder i hela tanduppsättningen.

## Utbredning
Fram till 2016 var arten bara känd från norra Yucatánhalvön och från enstaka fynd längre söderut. Lämpliga habitat skulle även finnas i Guatemala och Belize. Molossus alvarezi vistas i regioner där regnskogar, lövfällande skogar och växtlighet som uthärdar torrt väder gränser mot varandra. Arten besöker även människans samhällen.

## Ekologi
Flockar eller mindre kolonier vilar på dagen i grottor eller i byggnader. De början sin jakt på flygande insekter som nattfjärilar och skalbaggar under de första två timmarna efter solnedgången. Exemplaren är likaså aktiva kort före gryningen. Dräktiga honor upptäcktes mellan mars och juni.

## Status
På halvön är Molossus alvarezi mer sällsynt än Molossus rufus. Beståndets storlek är inte känd. IUCN listar arten med kunskapsbrist (DD).